# 델린저 현상

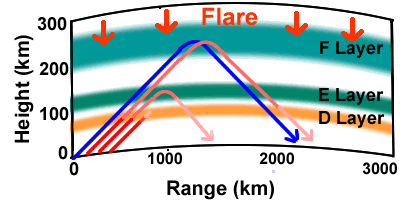

델린저 현상은 지구의 중간권에 존재하는 전리층의 D층이 태양 표면의 폭발로 인하여 발생한 강한 전자기파들로 인해 두꺼워져 초단파를 흡수하여 국제통신이 두절되는 현상이다. 1935년 미국의 존 하워드 델린저가 통신전파의 비정상적인 감쇄현상이 태양과 관련이 있음을 발견하여 델린저 현상이라고 불린다.
태양면의 폭발로 갑자기 많은 양이 방출되는 전자기파가 지구 전리층의 이온과 충돌하면서 전자의 밀도를 크게 증가시켜 이로 인해 일시적으로 단파무선통신이 끊어지는 전파의 장애 현상을 말한다. 국제통신의 두절은 최소 5~10분, 최대는 수 시간까지 계속된다. 1935년 태양의 자전주기에 따라 전파의 이상감쇄 현상을 발견하고 그것이 태양 자전주기의 2배인 55일마다 일어나는 경향이 있다는 것을 지적한 미국의 물리학자 J. H. 델린저의 이름이 붙여졌다.

## 같이 보기
- 우주 기후